# Bolsa Doypack

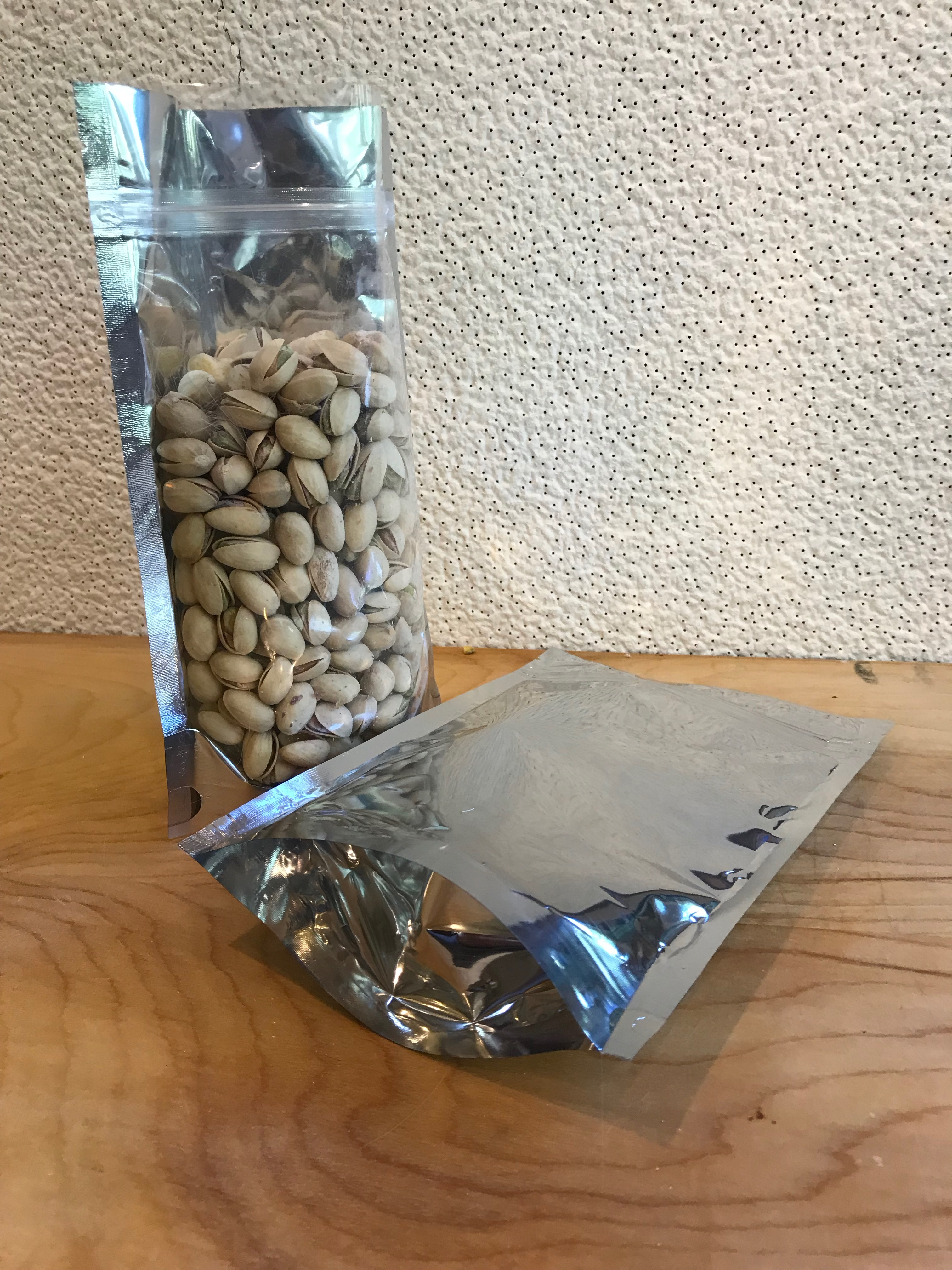
Bolsa Doypack de frutos secos; estructura inferior de la bolsa

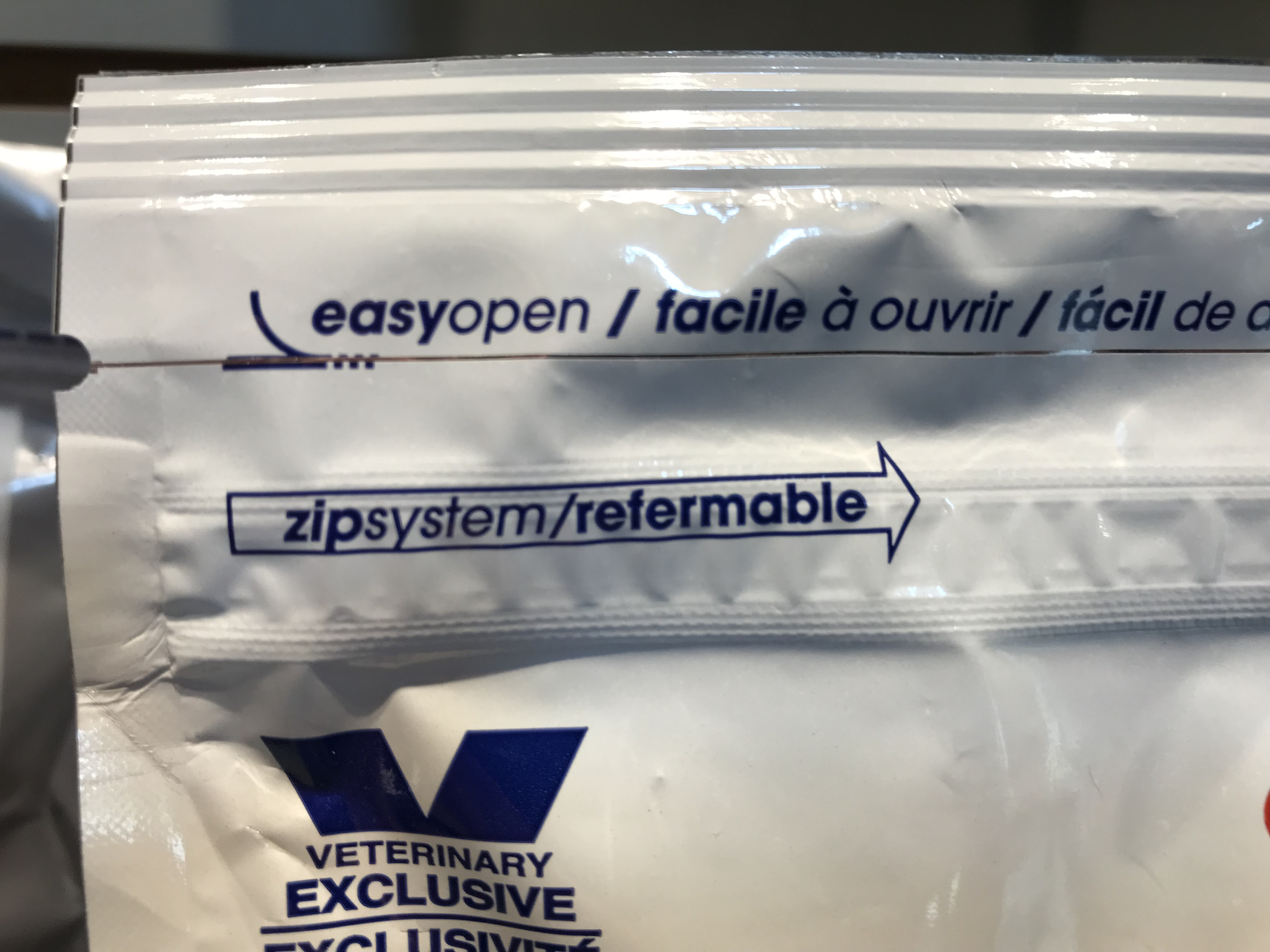
Bolsa de golosinas para gatos. Primer plano del sello superior, la muesca de apertura y la tira interna que se puede volver a cerrar

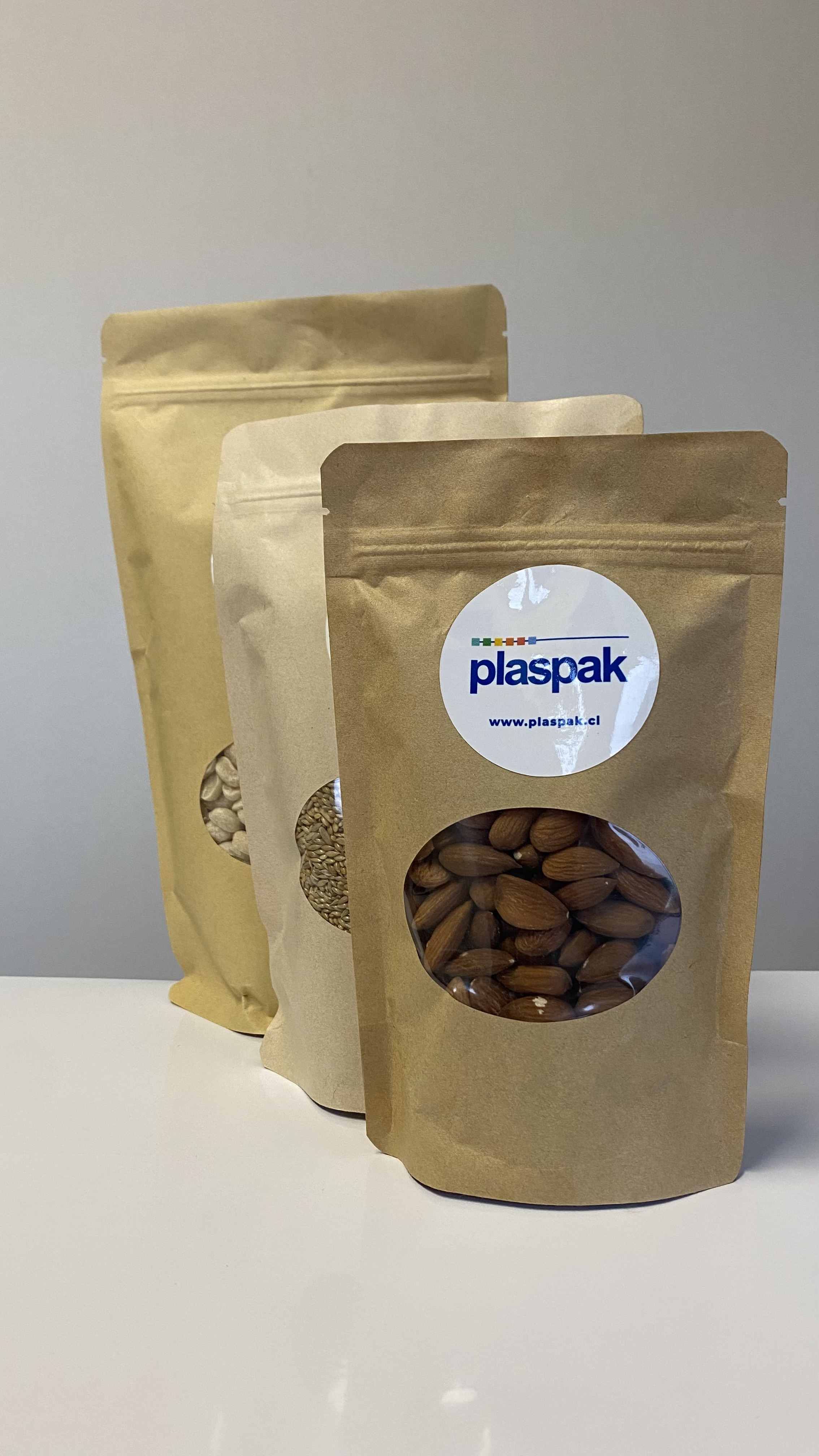
Bolsa Doypack de papel kraft termosellable para envasar alimentos. Cuenta con ventana transparente para visualizar el contenido.

La bolsa Doypack (una marca registrada asociada con la bolsa), es un tipo de packaging flexible que puede mantenerse de pie sobre su parte inferior para exhibición, almacenamiento y uso. Es un tipo de bolsa de plástico, pero a veces también tiene características de botella de plástico. Las bolsas doypack son aptas para envasar todo tipo de productos ya sean sólidos, líquidos, en polvo, cremas o geles. El formato se ha popularizado principalmente por su capacidad de mantenerse de pie. La parte inferior de una bolsa Doypack está reforzada para proporcionar soporte para exhibición o uso.
Pueden llenarse asépticamente o en líneas de envasado normales.

## Historia
Leon y Louis Doyen llevaron a cabo los primeros trabajos en bolsas Doypack en Francia. Louis Doyen fue presidente de Thimonnier Company, que registró el nombre "Doypack" (de DOYen ‘'PACKaging).
El desarrollo de materiales, opciones de diseño y equipos aumentó en las décadas de 1980 y 1990. El desarrollo de la bolsa retornable estuvo estrechamente relacionado. Actualmente es una forma de paquete muy utilizada.

## Construcción
Las bolsas flexibles suelen estar construidas con materiales de varias capas: varias películas de plástico, papel, papel de aluminio, etc. Las bolsas suelen estar impresas con gráficos de alto impacto o, a veces, tienen etiquetas adheridas. Los materiales deben tener propiedades especializadas de termosellado para permitir la conversión en bolsas.
La bolsa más común tiene refuerzos inferiores para formar una "W" que se abre para permitir un fondo plano. A veces también se utilizan refuerzos laterales. Hay varias opciones de diseño disponibles.
La inclusión de picos vertedores y tiras con cremallera que se pueden volver a cerrar son comunes.

## Equipamiento
La maquinaria de envasado involucrada normalmente forma la bolsa a partir de material en rollo preimpreso. Las bolsas preformadas se envían a una empacadora donde se llenan y se sella la parte superior.
La alternativa es una máquina integral de formado, llenado y sellado, ya sea vertical u horizontal. El equipo forma las bolsas, las llena en línea y las sella. Con alimentos, bebidas o productos médicos, los requisitos especiales de desinfección y lavado son críticos.
El equipo resultante es a veces complejo y costoso. Los empacadores que no tienen el volumen para llenar una máquina a su capacidad a menudo usan empacadores por contrato.